# Kennan
Kennan és una població dels Estats Units a l'estat de Wisconsin. Segons el cens del 2000 tenia 171 habitants.

## Demografia
Segons el cens del 2000, Kennan tenia 171 habitants, 67 habitatges, i 54 famílies. La densitat de població era de 33,5 habitants/km².
Dels 67 habitatges en un 31,3% hi vivien nens de menys de 18 anys, en un 64,2% hi vivien parelles casades, en un 7,5% dones solteres, i en un 19,4% no eren unitats familiars. En el 19,4% dels habitatges hi vivien persones soles el 9% de les quals corresponia a persones de 65 anys o més que vivien soles. El nombre mitjà de persones vivint en cada habitatge era de 2,55 i el nombre mitjà de persones que vivien en cada família era de 2,93.
Per edats la població es repartia de la següent manera: un 24% tenia menys de 18 anys, un 7% entre 18 i 24, un 26,9% entre 25 i 44, un 25,1% de 45 a 60 i un 17% 65 anys o més.
L'edat mediana era de 38 anys. Per cada 100 dones de 18 o més anys hi havia 124,1 homes.
La renda mediana per habitatge era de 41.786 $ i la renda mediana per família de 44.250 $. Els homes tenien una renda mediana de 26.250 $ mentre que les dones 23.000 $. La renda per capita de la població era de 18.701 $. Aproximadament el 5,4% de les famílies i el 8% de la població estaven per davall del llindar de pobresa.

## Poblacions més properes
El següent diagrama mostra les poblacions més properes.